# Камфоросма монпелийская
Камфоросма монпелийская, или Камфоросма марсельская (лат. Camphorosma monspeliaca), — вид растений рода Камфоросма (Camphorosma) семейства Амарантовые (Amaranthaceae).

## Распространение и экология

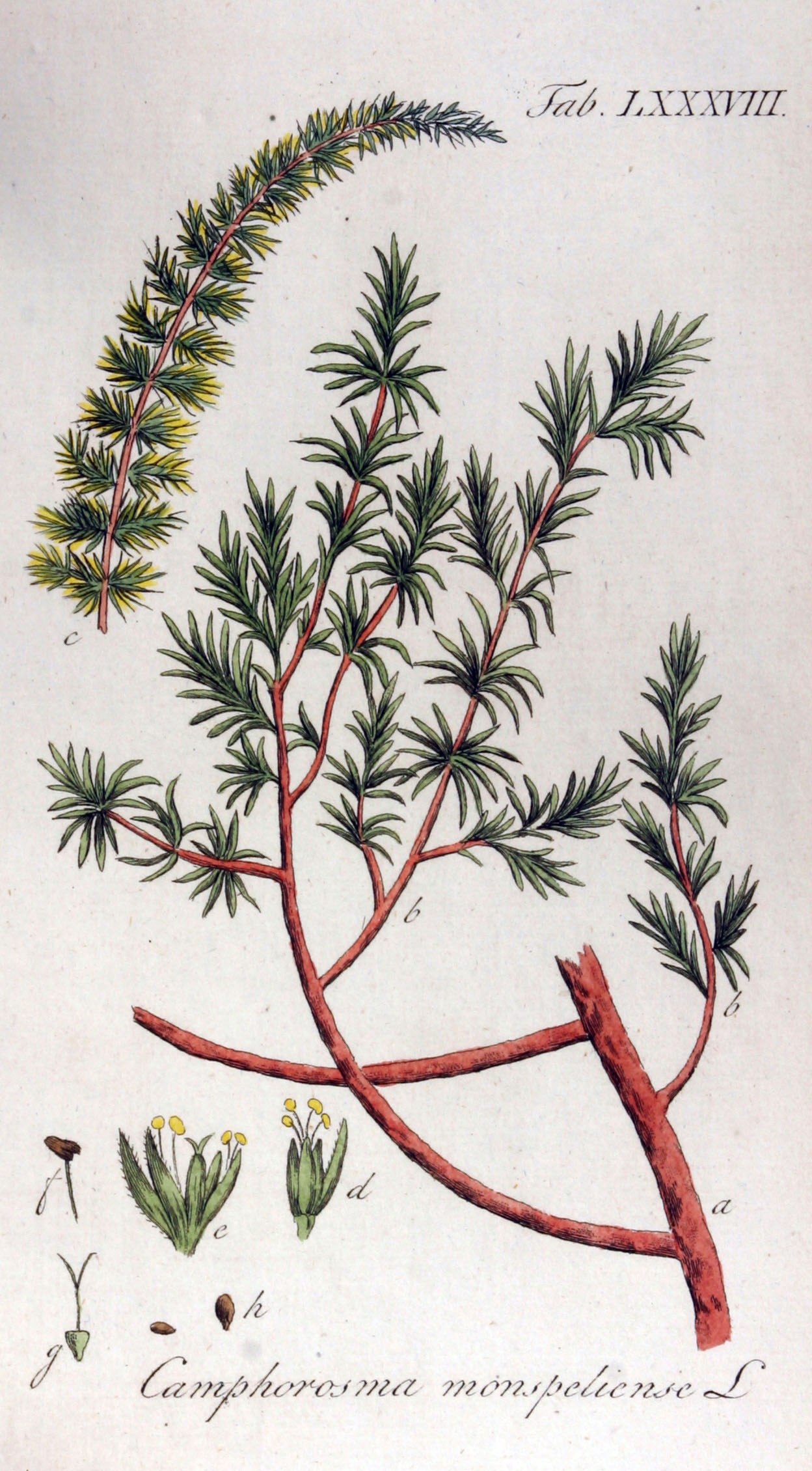

Древнесредиземноморский луговой вид с ареалом охватывающим: юго-восток Европейской части России, Средиземноморье, Кавказ, юг Западной Сибири, Среднюю и Малую Азию, Иран. Галофит, встречается на солончаках и солонцах. Растёт рассеянно или группами.

## Ботаническое описание
Полукустарничек с сильно ветвистыми, деревянистыми, искривлёнными ветвями густо расположенными и распластанными на почве, давая вид как бы подушки. Листья очередные, жестковатые, шиловидные, 3—10 мм длины.
Цветки сидят поодиночке или в пазухах прицветников, почти им равных или более коротких и, в общем, образующих на концах стебля и ветвей плотные короткие колосовидные соцветия.
Цветёт в июле—сентябре.

## Химический состав
В таблице ниже указан химический состав растения во время разной стадии роста:
| Число анализов | Фаза         | Воды (в %) | От абсолютного сухого вещества в % | От абсолютного сухого вещества в % | От абсолютного сухого вещества в % | От абсолютного сухого вещества в % | От абсолютного сухого вещества в % |
| Число анализов | Фаза         | Воды (в %) | золы                               | протеина                           | жира                               | клетчатки                          | БЭВ                                |
| -------------- | ------------ | ---------- | ---------------------------------- | ---------------------------------- | ---------------------------------- | ---------------------------------- | ---------------------------------- |
| 2              | Цветение     | 8,1        | 15,6                               | 11,7                               | 2,7                                | 28,3                               | 41,7                               |
| 4              | Плодоношение | 6,4        | 16,8                               | 8,5                                | 3,6                                | 22,0                               | 49,1                               |
| 1              | Бутонизация  | 12,9       | 16,4                               | 15,2                               | 2,9                                | 31,4                               | 34,1                               |

## Значение и применение
Питательная ценность выше лугового сена среднего качества. Поедается овцами, козами, лошадьми и верблюдами с середины лета, осенью и зимой; верблюдами хорошо, лошадьми плохо, овцами и козами удовлетворительно; крупно рогатый скот не ест.
Содержит около 0,2 % эфирного масла с запахом горького миндаля. Употреблялся в народной медицине.